# Noordelijk zandgebied

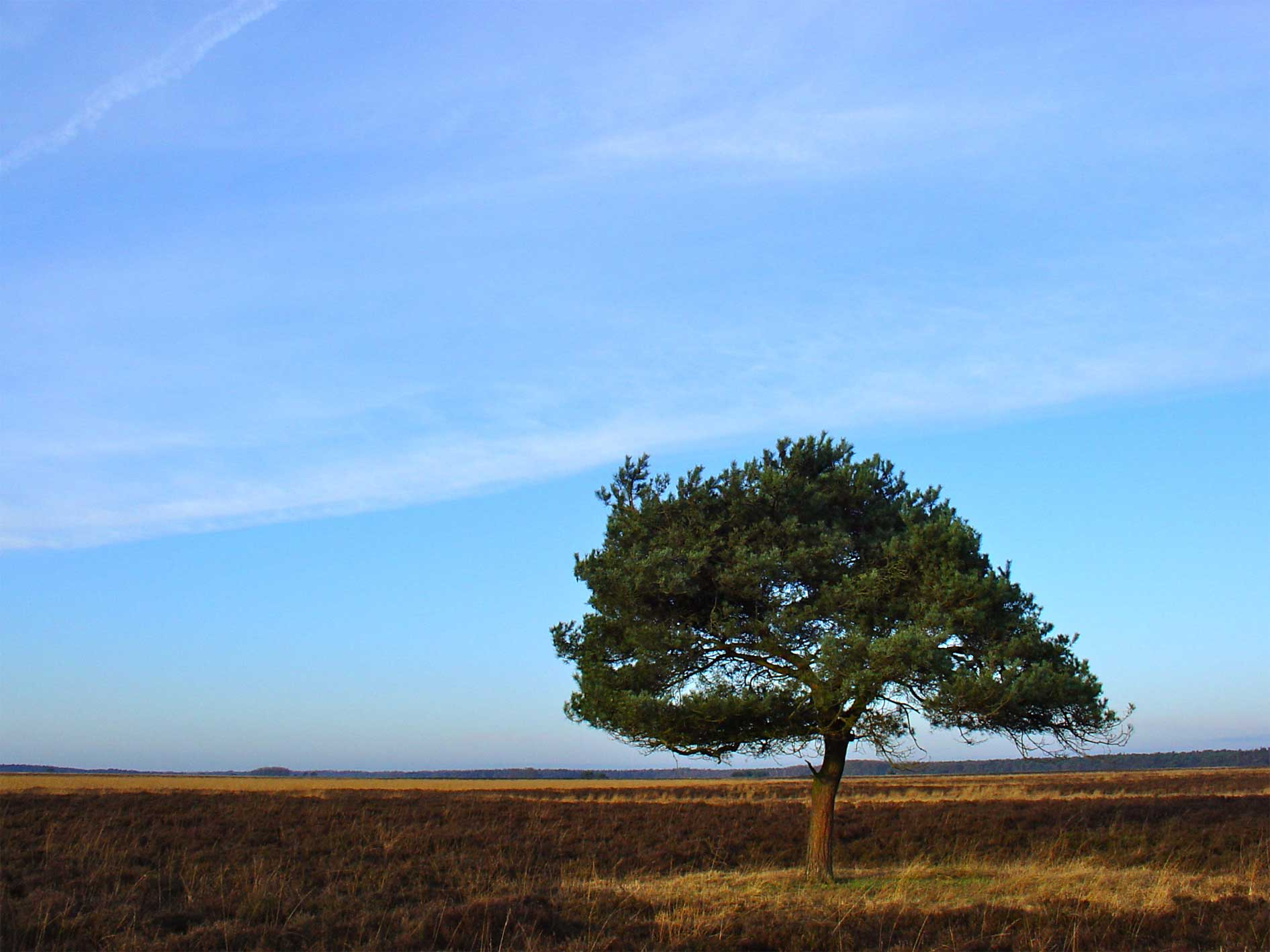
Het noordelijk zandgebied: het Dwingelderveld op het reliëfarme Drents Plateau

Het noordelijk zandgebied is een gebied waarvan de bodem bestaat uit dekzand en keileem, gelegen in de Nederlandse provincie Drenthe en een deel van de provincies Overijssel, Friesland en Groningen. De bovenste bodemlagen zijn gevormd in het pleistoceen.
Het nieuwe Panorama landschap (2017) van de Rijksdienst voor het Cultureel Erfgoed hanteert een ruimere, maar verwarrende definitie waarbij het hoofdlandschap Noordelijk Zandgebied tevens het Midden-Nederlands en het Oostelijk zandgebied omvat, daarentegen niet het Drents Plateau dat een afzonderlijk hoofdlandschap vormt.
In de landbouwstatistiek werd het Noordelijk Zandgebied sinds 1957 als een afzonderlijke hoofdgroep gezien, die sinds 1991 deel uitmaakt van het Noordelijk Weidegebied.

## Ontstaan
De vorming van het gebied begon in het Saalien, de laatste ijstijd die Nederland bereikt heeft. De gletsjers hebben sediment meegenomen vanuit Scandinavië en vormden twee stuwwallen. Tussen deze twee stuwwallen in is een keileemvlakte ontstaan, met een diepte van 1-3 meter. In het Eemien werd bij een overstroming  in het Hunzedal zeeklei afgezet. In de het Weichselien is er door de lucht aangevoerd zand afgezet. Deze laag van dekzand wordt de Formatie van Boxtel genoemd.  In het Holoceen is de grondwaterspiegel gestegen. Hierdoor is op verschillende plaatsen veen ontstaan. Op andere plaatsen ontstonden mede door menselijk handelen stuifzandvlaktes. Tevens hebben zich toen beekdalen gevormd.

## Indeling
Het noordelijk zandgebied bestaat uit keileem- en dekzandlandschappen en kan onderverdeeld worden in een aantal deelgebieden:
- het Drents Plateau (ook wel Noordelijk keileemgebied genoemd) - dit plateau helt naar het noordwesten, in het oosten zijn langgerekte ruggen te vinden, waaronder de Hondsrug. Tot dit gebied worden grote delen van Drenthe, het Gronings Westerkwartier, de Noordelijke Friese Wouden, Zuidoost-Friesland en Gaasterland gerekend
- het Hunzedal - een in het Saalien ontstaan oerstroomdal waardoor de huidige rivier de Hunze stroomt; het Hunzedal vormt de oostgrens van het noordelijk zandgebied
- de Groningse-Drentse Veenkoloniën
- Oost-Groningen (met Westerwolde) - relatief laaggelegen gebied met geïsoleerde keileembulten als hogere delen in het terrein en veengroei op in het verleden slecht ontwaterde plaatsen
- Het Vechtdal, gelegen in het oerstroomdal van de Overijsselse Vecht, opgevuld met fluvioglaciale sedimenten uit het Saalien en dekzand uit het Weichselien

## Hydrologie
De waterstromen lopen richting de Waddenzee. De richting van de afwatering wordt bepaald door de stuwwallen. Door de ontginning heeft het Hunzedal een kunstmatige afwatering van sloten. Door de keileem kan het water niet wegzakken in de bodem maar moet het door kanalen afgevoerd worden.

## Vegetatie
Van oorsprong kwamen er op de zandgronden eiken-berkenbos voor en het volgende successiestadium van dat type, het beuken-eikenbos. In het laatste stadium van de successie zijn er hoofdzakelijk beuken. Door mensen is er op de zandgronden naaldbos aangeplant voor houtproductie en om verstuiving tegen te gaan. 
De hoogveengebieden waren vroeger rijk aan veenmossen. Uit het hoogveen kan via successie elzenbroekbos gevormd worden. De meeste hoogvenen zijn echter afgegraven of verdroogd.  